# Katsiaryna Timofeyeva
Katsiaryna Mikalayeuna Timofeyeva (en bielorruso: Кацярына Мікалаеўна Тімофеыева; Mazyr, URSS, 13 de noviembre de 1996) es una deportista bielorrusa que compitió en tiro con arco, en la modalidad de arco recurvo.
Ganó una medalla de plata en el Campeonato Mundial de Tiro con Arco al Aire Libre de 2015, en la prueba por equipo. En los Juegos Europeos de Bakú 2015 consiguió una medalla de plata en la misma prueba.

## Palmarés internacional
| Campeonato Mundial al Aire Libre | Campeonato Mundial al Aire Libre | Campeonato Mundial al Aire Libre | Campeonato Mundial al Aire Libre |
| Año                              | Lugar                            | Medalla                          | Prueba                           |
| -------------------------------- | -------------------------------- | -------------------------------- | -------------------------------- |
| 2013                             | Belek (Turquía)                  | Medalla de plata                 | Equipo                           |
| Juegos Europeos                  |                                  |                                  |                                  |
| Año                              | Lugar                            | Medalla                          | Prueba                           |
| 2015                             | Bakú (Azerbaiyán)                | Medalla de plata                 | Equipo                           |